# Manfred Wacker
Manfred Wacker (* 10. April 1932; † unbekannt) war ein  deutscher Fußballspieler. Der Defensivspieler absolvierte beim Duisburger SpV  in der damals erstklassigen Fußball-Oberliga West von 1954 bis 1962 insgesamt 190 Ligaspiele, in denen er drei Tore erzielte. Dazu kamen noch 96 Spiele (4 Tor) in der 2. Liga West von 1951 bis 1954 und 1962/63, sowie abschließend 18 Spiele (1 Tor) im Debütjahr 1963/64 in der zweitklassigen Regionalliga West. In der Runde 1956/57 wurde Wacker mit dem DSV Vizemeister in der Oberliga West und trat deshalb in der Endrunde um die deutsche Fußballmeisterschaft an.

## Laufbahn als Fußballer
Manfred Wacker durchlief die Jugendabteilung des westdeutschen Altmeisters (11-mal westdeutscher Meister von 1904 bis 1927) und debütierte in der Saison 1951/52 in der Ligamannschaft des DSV in der 2. Liga West Gruppe 2. Unter Trainer Fred Harthaus und an der Seite von Mitspielern wie Josef Broden (Torhüter) und Willi Koll (21 Tore) sammelte er in elf Ligaeinsätzen die ersten Erfahrungen im höherklassigen Ligafußball. In seinem zweiten Jahr, 1952/53, gehörte er mit 30 Einsätzen bereits zum engen Kreis der Stammspieler; in beiden Runden erreichte der DSV den 3. Rang. Im dritten Anlauf, 1953/54, glückte den „Rotblusen“ die Rückkehr in die Oberliga. Mit 42:18 Punkten und lediglich 34 Gegentoren in 30 Ligaspielen gewann der Verein aus dem Süden der Stadt, mit drei Punkten Vorsprung vor Westfalia Herne die Meisterschaft. Mannschaftssenior Hans „Hennes“ Hoffmann hatte als Regisseur die Fäden gezogen, Josef Broden das Tor gehütet, Willi Koll in 30 Einsätzen elf Tore erzielt und Wacker in 27 Spielen (1 Tor) zur Sicherheit der Abwehr beigetragen.
In den ersten zwei Jahren nach der Oberligarückkehr, 1954 bis 1956, erreichte der DSV jeweils den 4. Rang und Wacker hatte 54 Ligaspiele mit einem Tor absolviert. Im dritten Jahr, 1956/57, spielten Wacker und Kollegen eine herausragende Hinrunde mit 24:6 Punkten und führten damit die Tabelle an. Am Rundenende retteten sich die „Rotblusen“ punktgleich mit jeweils 39:21 Zählern gegenüber dem 1. FC Köln zur Vizemeisterschaft. Im Nachholspiel am 18. April 1957 hatte man noch die „Geißböcke“ vor 30.000 Zuschauern im Wedaustadion mit 3:1 geschlagen. Mit Ernst Wechselberger hatte man eine Verstärkung für die Offensive dazubekommen, aber den Hauptanteil zur Vizemeisterschaft steuerte die Defensive bei. Wacker hatte überwiegend mit Koll und Walter Münnix in 28 Einsätzen die Läuferreihe im damaligen WM-System gebildet.
In der Endrunde um die deutsche Meisterschaft trat der Westvizemeister gegen den Hamburger SV, 1. FC Saarbrücken und den 1. FC Nürnberg an. Leider verkürzte der DFB die Endrunde auf drei Begegnungen pro Team und ließ zudem sämtliche Spiele auf neutralen Plätzen durchführen. Der „Kicker“ sparte nicht mit Kritik und schrieb von einem zweifachen Bankrott: „Einmal an den Anhängern der Endrundenmannschaften, jenen also, die dem Klub durch Hitze und Kälte, auch gegen weniger glanzvolle Gegner, die Treue hielten und denen es finanziell und zeitlich nicht möglich ist dreimal zu reisen, zum anderen werden die Endrundenteilnehmer, die nicht ins Finale gelangen, am Schluss enttäuscht die geschäftliche Bilanz ziehen“. Der DSV verlor zwar kein Spiel, mit 4:2 Punkten nahm er aber nach den drei Spielen hinter dem Hamburger SV mit 5:1 Punkten den 2. Platz ein. Das erste Spiel verfolgten in Berlin am 2. Juni gegen den HSV 40.000 Zuschauer; die Begegnung endete 1:1 und die Duisburger Läuferreihe mit Wacker, Koll und Fritz Bermel hatte sich gegen den Hamburger Innensturm mit Walter Schemel, Uwe Seeler und Gerd Krug gut behauptet. Am 9. Juni gewann der DSV mit 3:1 in Frankfurt am Main gegen den 1. FC Saarbrücken. Das Spiel verfolgten 40.000 Zuschauer im Waldstadion und sahen dabei zwei Tore von Wechselberger zur 2:0-Halbzeitführung. Im dritten und letzten Gruppenspiel trat der Westvize im Ludwigshafener Südweststadion gegen den Südmeister 1. FC Nürnberg an. Vor 35.000 Zuschauern führte die Mannen um Koll und Wacker bis zur 83. Spielminute mit 2:1, ehe der „Club“ zum 2:2 Endstand traf. Manfred Wacker hatte in den drei Endrundenspielen jeweils die rechte Außenläuferrolle besetzt.
Das Niveau dieser drei sehr guten Jahre konnte durch den DSV in den nächsten Jahren nicht mehr gehalten werden. Mittelstürmer Wechselberger wechselte in die Schweiz und Torhüter Broden zum FC Schalke 04 und der innerstädtische Konkurrenzkampf mit den Hamborner „Löwen“ und den „Zebras“ vom Meidericher SV wurde immer härter, der Zuschauerzuspruch immer geringer, die Schulden vermehrten sich dagegen, mit dem DSV ging es abwärts. Der Tiefpunkt der Talfahrt erfolgte in der Saison 1961/62, als die Mannen um Wacker (27 Spiele, 1 Tor) mit kläglichen 10:50 Punkten als Tabellenletzter in die 2. Liga abstiegen.
Wacker gehörte mit 28 Ligaeinsätzen und drei Toren 1962/63 unter Trainer „Hennes“ Hoffmann nochmals der Stammbesetzung an, beendete aber nach dem Debütjahr der neu eingeführten Regionalliga West, 1963/64, nach 18 Spielen (1 Tor) unter Trainer Hermann Lindemann seine 13-jährige Zugehörigkeit zur Ligamannschaft des Duisburger SpV.